# ウディ・アレンの誰でも知りたがっているくせにちょっと聞きにくいSEXのすべてについて教えましょう
『ウディ・アレンの誰でも知りたがっているくせにちょっと聞きにくいSEXのすべてについて教えましょう』（ウディ・アレンのだれでもしりたがっているくせにちょっとききにくいセックスのすべてについておしえましょう、Everything You Always Wanted to Know About Sex* (*But Were Afraid to Ask)）は、1972年にウディ・アレンがデヴィッド・ルーベンの書いた同名の本にインスパイアを受けて作った映画。7つの部分から成っている。予算200万ドルに対し収益1800万ドルと、初期のアレン作品におけるスマッシュヒットになった。

## 構成
1. 媚薬の効用(Do Aphrodisiacs Work?)
宮廷道化師（ウディ・アレン）が、王妃（リン・レッドグレーヴ）に媚薬を与えるが、彼女の貞操帯のせいで目論見が失敗する。ウィリアム・シェイクスピアのハムレットを意識した構成となっている
2. ソドミーって何? (What is Sodomy?)
ロス医師（ジーン・ワイルダー）が、ある農夫からメスのヒツジに浮気したと相談されるが、ロス医師もそのヒツジに恋してしまう。
3. エクスタシーは所を選ばず(Why Do Some Women Have Trouble Reaching an Orgasm?)
妻ジーナ（ルイーズ・レッサー）とうまくセックスしようとファブリチオ（ウディ・アレン）は躍起になっていたが、上手くいかなかった。しかし、あることがきっかけで、彼女が公衆の面前でないと発情できない性質だということが判明する。
この作品は、『ゴールデン・ハンター』や、ミケランジェロ・アントニオーニ、フェデリコ・フェリーニといったイタリア映画のオマージュとなっている。
4. 女装の歓び(Are Transvestites Homosexuals?)
妻のいる中年男性サム（ルー・ジャコビ）は、娘の婚約者の家で女装をする。その結果、家じゅう大騒ぎになった。
5. これが変態だ（What Are Sex Perverts?）
キネコ映像を通じてジャック・バリーが司会を務めるテレビ番組『私は変態』（What's My Perversion?、クイズ番組What's My Line?（英語版） のパロディ）の様子を描く。
この番組は、解答者がレジス・フィルビン、ロバート・Q・ルイス、パメラ・メイソン、トニー・ホルトら出演者の性癖をあてるという内容になっている。
6. SFボイン・パニック（ Are the Findings of Doctors and Clinics Who Do Sexual Research and Experiments Accurate?）
研究者ビクター（ウディ・アレン）とジャーナリストのヘレン（ヘザー・マクレー）は、かつてマスターズ・アンド・ジョンソンのもとで研究を進めていたバーナード博士（ジョン・キャラダイン）のもとを訪れる。現在、彼は自分の研究室を持って独立しており、イゴール（レフ・サンチェス)という男を助手にしていた。バーナード博士の実験から彼の狂気に気付いた二人だったが、ヘレンが博士の実験台にされる。この作品は、フランケンシュタイン (1931年の映画)のオマージュとなっている。
7. ミクロの精子圏(What Happens During Ejaculation?)
女性（エリン・フレミング）とセックスをしている間の、一人の男性の体内を舞台とした作品。彼の脳内はNASAの管制室のようになっており、そこでは脳（トニー・ランドール）がそれぞれの器官に命令を送っていた。操舵師（バート・レイノルズ）や空挺兵のような姿をした精子（ウディ・アレン）はその命令に従って働いていた。

## キャスト
※括弧内は日本語吹替。
- ファブリチオ/ビクター/道化師/精子：ウディ・アレン（羽佐間道夫）
- 王：アンソニー・クエイル（池田勝）
- 王妃：リン・レッドグレイヴ
- ロス医師：ジーン・ワイルダー（富山敬）
- ロス夫人：エレイン・ギフトス（英語版）
- スタブロス・ミロス：ティトス・ヴァンディス（英語版）（青野武）
- ジーナ：ルイーズ・レッサー（片岡富枝）
- サム：ルー・ジャコビ（村松康雄）
- ジョージ：シドニー・ミラー（富山敬）
- トニー・ホルト：本人
- ジャック・バリー（英語版）：本人（青野武）
- ロバート・Q・ルイス：本人
- パメラ・メイソン：本人（片岡富枝）
- レジス・フィルビン ：本人（池田勝）
- ジャッフェ：H・E・ウェスト（村松康雄）
- バーナード博士：ジョン・キャラダイン
- ヘレン：ヘザー・マクレー（小宮和枝）
- 脳：トニー・ランドール（村松康雄）
- デート相手の女性：エリン・フレミング（小宮和枝）
- 操舵師：バート・レイノルズ（青野武）

## 評価
この映画はRotten Tomatoesで19のレビューが投稿され、89%が "Fresh"と評価した
。
1972年、『タイム』は、「アイデア自体は文章にする分にはいいものだが、いざ実行すると気の抜けた風刺作品になり、『ミクロの決死圏』や『夜』といった作品のパロディも目立った」と評している。
『Time Out Film Guide』は、映画の内容を価値のないものとしているが、アントニーニのパロディや『これが変態だ』は、よく計算されていて非常に面白いと評し、『ミクロの精子圏』をSF作品のパロディの名作と評価している。
filmcritic.comの設立者クリストファー・ヌルは、隠れたアレンの名作であり、アレンの作品の中でももっともばかばかしいものと評した。

## カットされたシーン
'What Makes a Man a Homosexual?'というパートは、制作されたものの、適当な結末が付けられなかったということでカットされた。この話はウディ・アレン演じる下品なクモがルイーズ・ラッサー演じるブラック・ウィドーと彼女の巣で踊ってメイク・ラブした後、彼女に食べられるという内容である。ただし、DVDのカバーにはこの作品からのスチル写真がうつったものがある。